# Kristalldödskalle

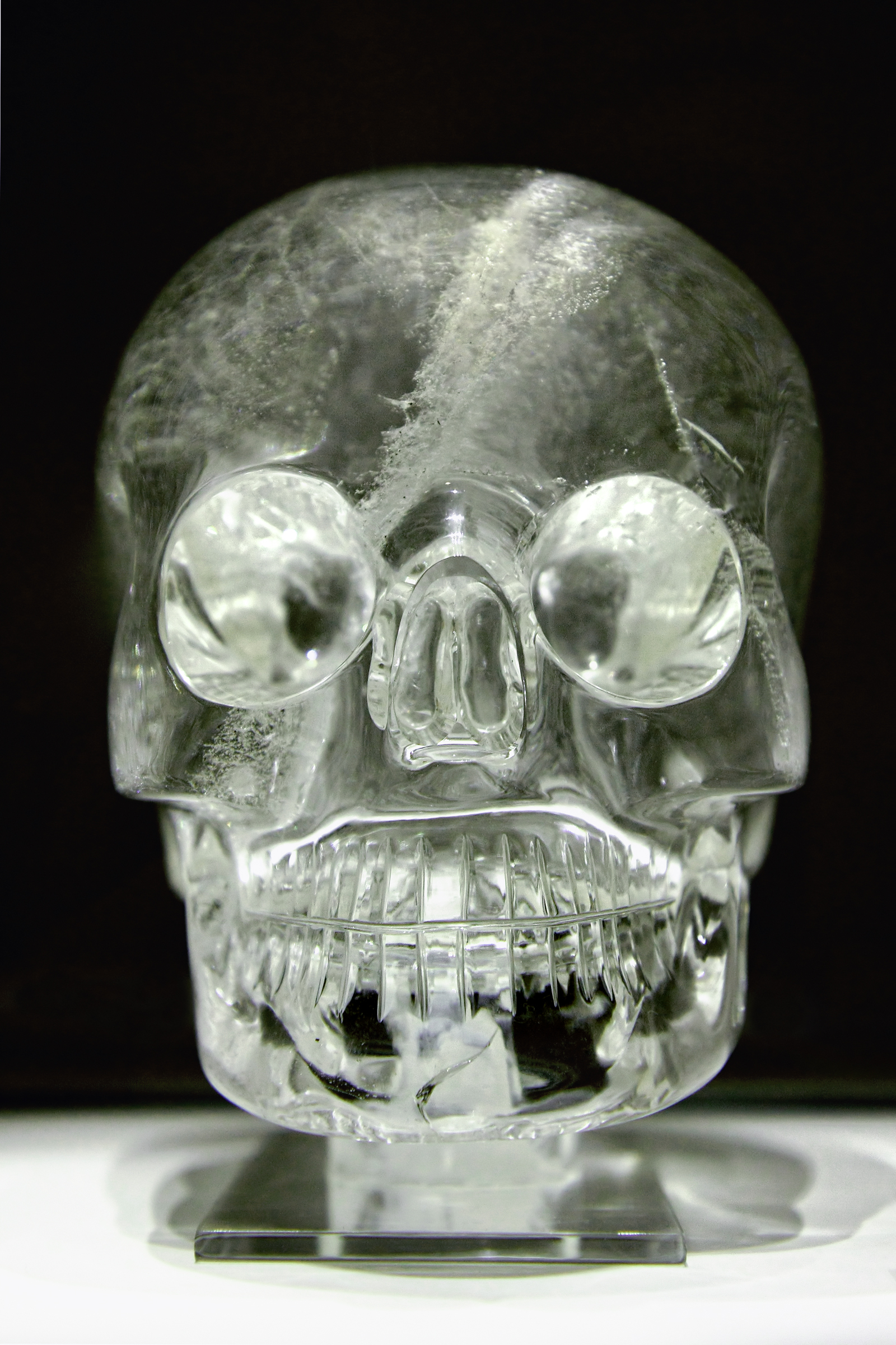
Kristalldödskalle på British Museum. Troligen tillverkad på 1800-talet. Först dokumenterad hos antikhandlaren Eugène Boban 1881.

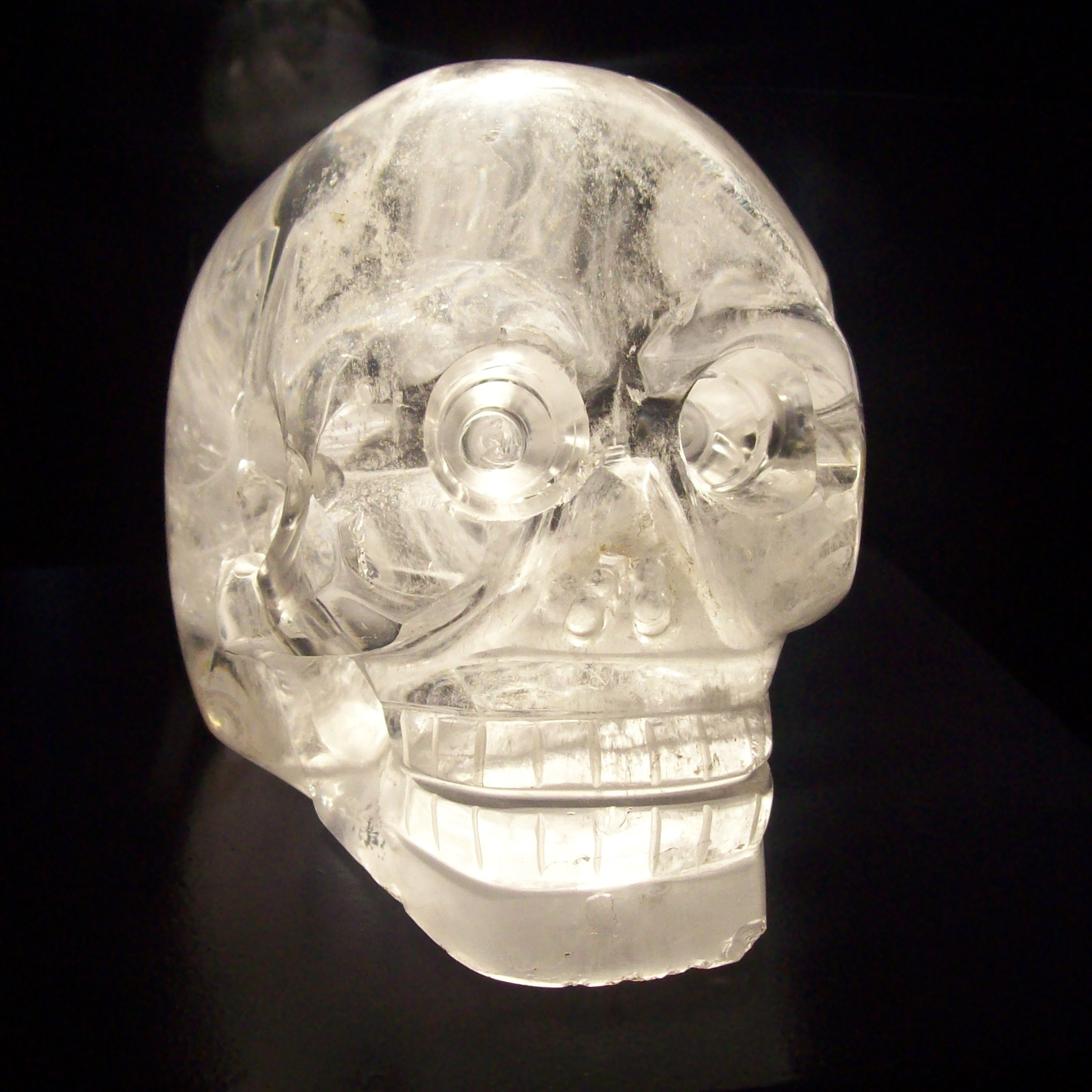
Kristalldödskalle på Musée du quai Branly. Även denna såldes av Eugène Boban.

Kristalldödskallarna är ett antal modeller av mänskliga kranier tillverkade av klar eller mjölkaktig kvarts eller andra typer av kvarts. De som uppger att de hittat dem hävdar att de är förcolumbianska artefakter från Mellanamerika. Inget av de föremål som gjorts tillgängliga för vetenskaplig undersökning har kunnat bekräftas vara från förcolumbiansk tid. Undersökningarna visade att de undersökta föremålen var tillverkade i mitten av 1800-talet eller senare, nästan säkert i Europa. Trots att sådana påståenden förekommer i populärlitteratur finns det inga legender om kristalldödskallar med magiska krafter i berättelserna hos ursprungsbefolkningen, varken i Mellanamerika eller i övriga delar av kontinenten. Enligt Philip Jenkins, är kristalldödskallar bland de mer uppenbara exemplen där kopplingen till ursprungsbefolkningens andetro är ett nytt påfund, en produkt av kreativa andliga entreprenörer, och inte representativt för verkliga sedvänjor hos dessa historiska folk.
Skallarna uppges ofta av medlemmar av new age-rörelsen ha paranormala egenskaper, och de har ofta spelat en sådan roll i fiktion. Kanske den bäst kända förekomsten är i filmen Indiana Jones och Kristalldödskallens rike.